# Míkol
Míkol (hebrejsky: מיכל, původně: Michal), jméno je někdy překládáno jako Míkal či Mikal, je postava – žena vyskytující se ve Starém zákoně.
Její příběh popisuje 1. kniha Samuelova v kapitolách 18 a 19 a také 2. kniha Samuelova v kapitole 3.
Je to mladší dcera krále Saula. Její sestra je Merob. „Byli pak synové Saulovi: Jonata a Jesui a Melchisua; a jména dvou dcer jeho, jméno prvorozené Merob, jméno pak mladší Míkol.“

## Míkol se stává manželkou Davida
Míkol milovala Davida a Saul se rozhodl ji proti Davidovi využít. „Milovala pak Míkol dcera Saulova Davida; což když oznámili Saulovi, líbilo se to jemu.“ „(Nebo řekl Saul: Dámť mu ji, aby mu byla osídlem, a aby proti němu byla ruka Filistinských.) A tak řekl Saul Davidovi: Po [této] druhé budeš mi již zetěm.“ Saul slíbil Davidovi, že když zabije 100 Filištínů, dá mu Míkol za manželku. Saul si myslel, že David to nedokáže a zemře. „Když vstav David, odšel, on i muži jeho, a zbil z Filistinských dvě stě mužů, jejichž obřízky přinesl David, a z úplna je dali králi, aby byl zetěm královým. I dal jemu Saul Míkol dceru svou za manželku.“ Tak se Míkol stala se manželkou Davida.

## Míkol pomáhá Davidovi uprchnout
„A vida Saul, nýbrž zkušené maje, že jest Hospodin s Davidem, [a že] Míkol dcera jeho miluje ho,“ „Potom poslal Saul posly k domu Davidovu, aby ho střáhli a zabili jej ráno. I oznámila to Davidovi Míkol manželka jeho, řkuci: Jestliže se neopatříš noci této, zítra zabit budeš. A protož spustila Míkol Davida oknem, kterýž odšed, utekl a vynikl z nebezpečenství. Vzala pak Míkol obraz a vložila na lůže, a polštář kozí položila v hlavách jeho a přikryla šaty.“ Pomohla tak Davidovi uprchnout, když se Saul rozhodl Davida zabít. „I řekl Saul k Míkol: Proč jsi mne tak podvedla a pustilas nepřítele mého, aby ušel? Odpověděla Míkol Saulovi: On mi řekl: Propusť mne, sic jinak zabiji tě.“

## Míkol a Paltíel

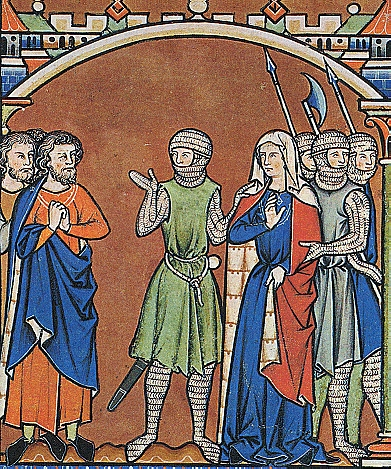
Vyobrazení z Maciejowského bible: Abner (ve středu v zeleném) posílá Míkol od Paltíela (vlevo je vyobrazen Paltíel (nebo Izbozet?) zpátky k Davidovi

Poté, co David uprchl, dal Saul Míkol za manželku Paltíelovi, synovi Lajišovu, který pocházel z Galímu. „Saul však dal svou dceru Míkal, Davidovu ženu, Paltímu, synu Lajišovu, který byl z Galímu.“ David a Míkol spolu nikdy neukončili manželství rozvodem a byli stále manželé.
David poslal pro Míkol Abnera, aby mu ji přivedl zpět. „Jemuž odpověděl: Dobře. Jáť učiním s tebou smlouvu, a však jedné věci od tebe žádám, totiž, abys neviděl tváři mé, leč prvé dáš přivésti Míkol dceru Saulovu, když bys chtěl přijíti, abys viděl tvář mou. I poslal David posly k Izbozetovi synu Saulovu, aby řekli: Dej [mi] ženu mou Míkol, kterouž jsem sobě zasnoubil ve stu obřízek Filistinských.“ Abner úkol splnil a David pro něj a jeho muže udělal hostinu. Příběh Paltíela a Míkol beletristicky zpracoval italský spisovatel Riccardo Bacchelli v novele Pláč syna Lavišova (Il pianto del figlio di Lais).

## Kritika Davidova chování

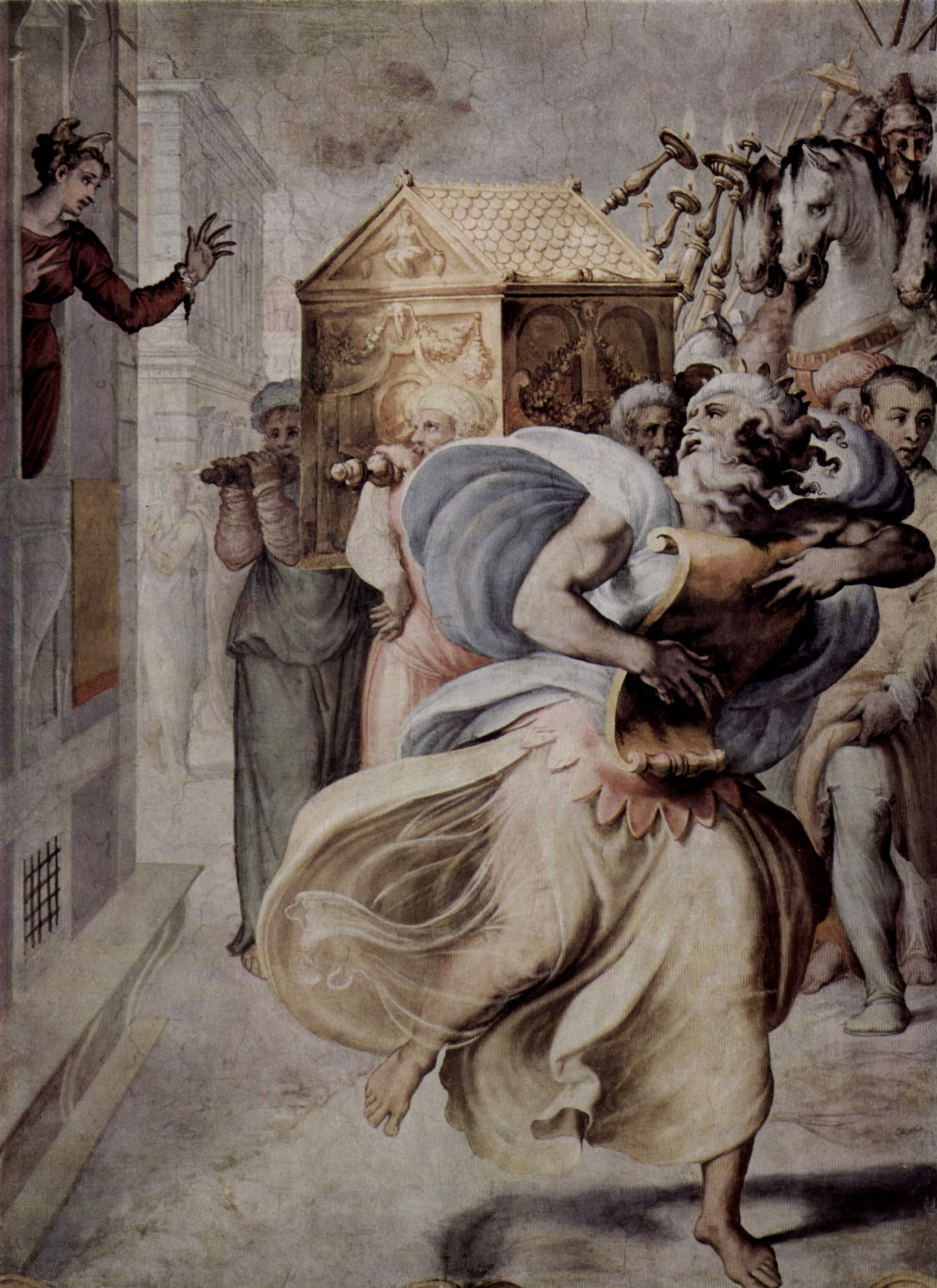
Saulova dcera Míkol pozoruje Davida tančícího před archou (Francesco de' Rossi Il Salviati)

David tančil na oslavu v náboženském procesí nesoucím archu úmluvy do právě dobytého Jeruzaléma. Míkol jej pak kritizovala za „nedůstojné“ chování (možná jí vadil již samotný Davidův tanec, možná to, že David tančil tak zapáleně, až se mu odhrnul efód).
„Stalo se pak, když truhla Hospodinova vcházela do města Davidova, že Míkol dcera Saulova vyhlídala z okna, a viduci krále Davida plésajícího a poskakujícího před Hospodinem, pohrdla jím v srdci svém.“ „Potom navracoval se David, aby dal požehnání domu svému. I vyšla Míkol dcera Saulova vstříc Davidovi, a řekla: Jak slavný byl dnes král Izraelský, kterýž se odkrýval dnes před děvkami služebníků svých, tak jako se odkrývá jeden z lehkomyslných! I řekl David k Míkol: Před Hospodinem, (kterýž mne vyvolil nad otce tvého a nad všecken dům jeho, přikázav mi, abych byl vývodou lidu Hospodinova, [totiž] Izraele), [plésal jsem] a plésati budu před Hospodinem. Anobrž čím se ještě více opovrhu nežli tuto, a ponížím se u sebe sám, tím i u těch děvek, o nichž jsi mluvila, i u těch, [pravím], slavnější budu. Protož Míkol dcera Saulova neměla žádného plodu až do dne smrti své.“
Míkol zemřela bezdětná jako trest za svou přísnou kritiku. Není uvedeno, zda bezdětnost byl trest od Boha či od Davida.

## Další
„Ale vzal král dva syny Rizpy dcery Aja, kteréž porodila Saulovi, Armona a Mifibozeta, a pět synů [sestry] Míkol dcery Saulovy, kteréž byla porodila Adrielovi synu Barzillai Molatitského.“